# Heterospila decisa
Heterospila decisa là một loài bướm đêm trong họ Erebidae.